# Яштрексола
Яштрексола (мар. Яштрек) — деревня в Новоторъяльском районе Республики Марий Эл. Входит в состав Староторъяльского сельского поселения.

## География
Находится в северо-восточной части республики Марий Эл на расстоянии приблизительно 9 км по прямой на юго-восток от районного центра посёлка Новый Торъял.

## История
Известна с 1884 года как деревня Ештрайсола Конганурской волости Уржумского уезда Вятской губернии. В ней числилось 9 дворов, проживали 59 человек, все мари. В 1970 году в Яштрексоле осталось только 8 дворов, 53 человека. В 2004 году насчитывается 7 домов, в том числе 1 нежилой. В советское время работал колхоз «Олманур», позднее КДП «Прогресс».

## Население
Население составляло 12 человек (мари 100 %) в 2002 году, 2 в 2010.

## Известные уроженцы
Садовин Иван Семёнович (1925—1983) — бригадир полеводческой бригады колхоза «Прогресс» д. Яштрексола Новоторъяльского района Марийской АССР (1950―1979). Лауреат Государственной премии СССР (1978). Участник Великой Отечественной войны и советско-японской войны.